# Jarosław Sumiszewski
Jarosław Sumiszewski (ros. Ярослав Сумишевский; ur. 18 października 1983 w Szachtiorsku) – rosyjski piosenkarz, autor tekstów.

## Życiorys

### Młodość i wykształcenie
Urodził się 18 października 1983 roku w Szachtiorsku i wychował na Sachalinie. Ukończył szkołę muzyczną w klasie akordeonu, a następnie wstąpił do szkoły artystycznej w Jużno-Sachalińsku ze specjalizacją w zakresie dyrygentury chóralnej. Podczas nauki w szkole Jarosław brał udział w miejskich i regionalnych festiwalach, konkursach i koncertach. Po otrzymaniu dyplomu przeniósł się do Moskwy, aby studiować na wydziale wokalnym Moskiewskiego Państwowego Uniwersytetu Kultury i Sztuki. W tym czasie przeszedł casting do udziału w konkursie wokalnym „Artysta Ludu”, ale nie udało mu się dostać do finału. Później w wywiadzie Jarosław powiedział, że ten czas był naprawdę trudny, ponieważ musiał występować do rana, zabawiając pijanych gości restauracji. Uczelnię skończył w 2009 roku.

### Kariera

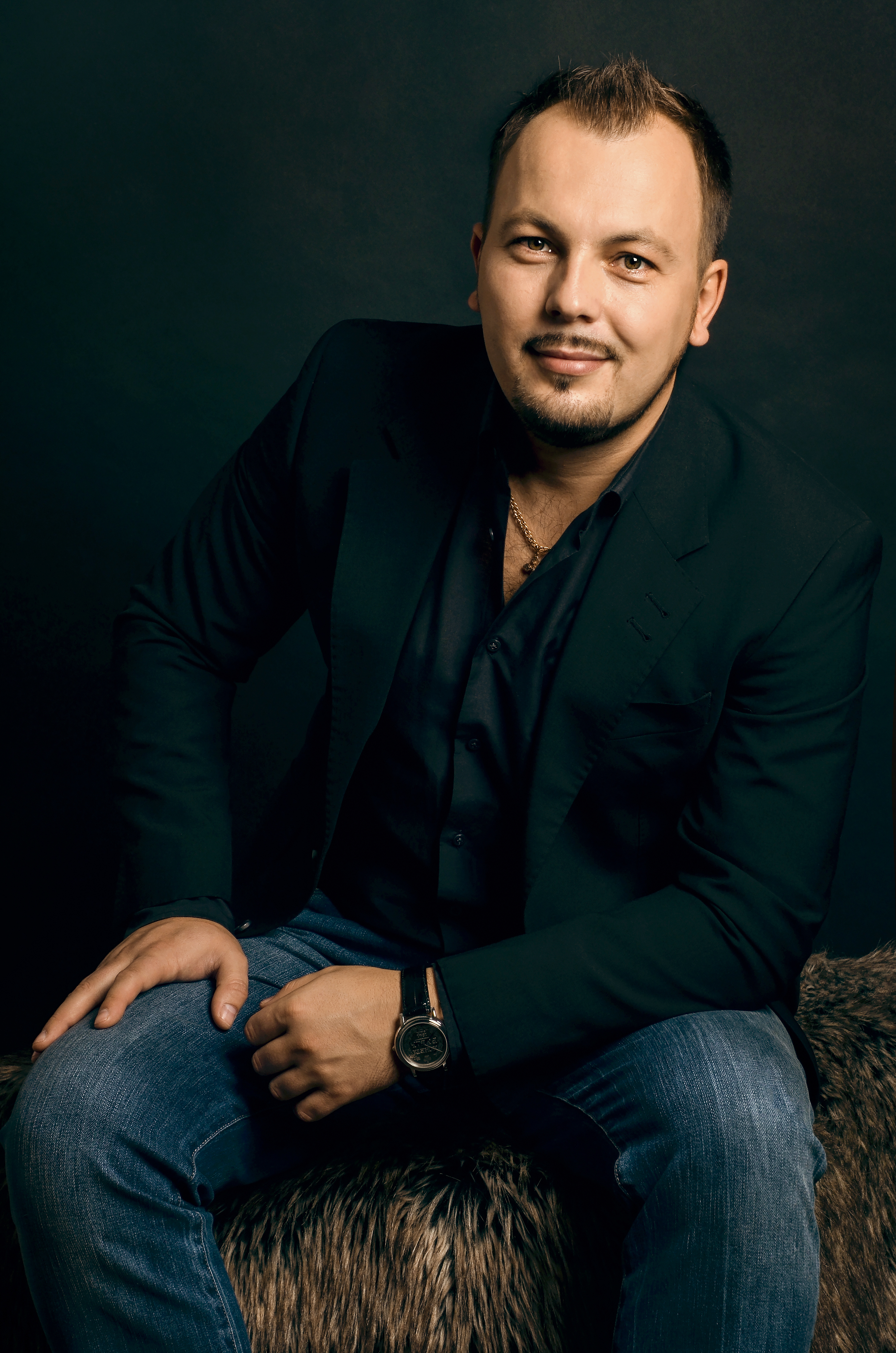
Jarosław Sumiszewski (2015)

W Moskwie Sumishevsky zarabiał na życie występując w restauracjach, śpiewając na uroczystościach i prowadząc imprezy, w czym pomagali mu ojciec z bratem. W tym czasie zaczął zamieszczać filmy z występów na swoim kanale na YouTube. Po pewnym czasie zaczęli mówić o utalentowanym piosenkarzu, a każdego dnia liczba subskrybentów i fanów jego twórczości zaczęła rosnąć. Wtedy Jarosław zdał sobie sprawę, że wielka scena, o której tak marzył, nie jest jedynym sposobem, aby się wypowiedzieć. Ponadto w tym samym czasie poznał Aleksandra Kuźmina, z którym ścisła współpraca trwała 2 lata.
W 2013 roku Jarosław założył projekt internetowy „Народный Махор”, będący w istocie konkursem wokalnym, którego zwycięzców wyłania się w drodze głosowania widzów w internecie. Większość uczestników to śpiewacy restauracyjni, którzy mają okazję zaśpiewać jedną piosenkę solo, a drugą w duecie z Sumiszewskim. Konkurs spotkał się z dużym uznaniem internautów, a w 2016 roku otrzymał Runet Prize. Ponadto Sumiszewski regularnie koncertuje w całej Rosji. Będąc dość znanym piosenkarzem, Jarosław zdecydował, że musi pomóc innym wykonawcom w ujawnieniu się.
Jarosław zaczął podróżować po miastach Rosji swoimi występami, a jednocześnie kręcić występy innych utalentowanych śpiewaków. Nakręcił także kilka kolaboracji z mało znanymi wykonawcami, aby zwrócić na nich uwagę i pomóc im znaleźć własną publiczność. Spektakl szybko zyskał popularność, a teraz widzowie czekają na premierę nowego sezonu. Zwycięzca pierwszego sezonu, Alena Vedenina, pomaga teraz Jarosławowi w prowadzeniu pokazu. Publiczność zakochała się także w innej uczestniczce pokazu - Galinie Pakhomovej.

## Życie osobiste
Z pierwszego małżeństwa, ze Swietłaną, ma córkę Ksenię. Z drugiego małżeństwa, z Natalią Borodkiną, ma syna Mirosława.
29 stycznia 2021 roku Jarosław i Natalia mieli wypadek na autostradzie. Piosenkarz doznał wstrząsu mózgu, jadący z nimi organizator koncertu zmarł na miejscu, a żona zapadła w śpiączkę i zmarła 6 lutego 2021 roku. On sam nadal poświęca swoje występy żonie.

## Dyskografia[2]
| Rok  | Tytuł                   |
| ---- | ----------------------- |
| 2018 | Мама                    |
| 2018 | Исповедь                |
| 2018 | Спокойной ночи, господа |
| 2019 | Сумишествие             |
| 2020 | Я всю жизнь шел к тебе  |
| 2020 | Ступени                 |